# モラーヌ・ソルニエ L
モラーヌ・ソルニエ L
捕獲されてドイツ軍のマークを付けたモラーヌ・ソルニエ L
- 用途：戦闘機
- 製造者：モラーヌ・ソルニエ
- 運用者**フランス空軍
  - イギリス陸軍航空隊
  - イギリス海軍航空隊
- 生産数：600機
- 運用開始：1914年

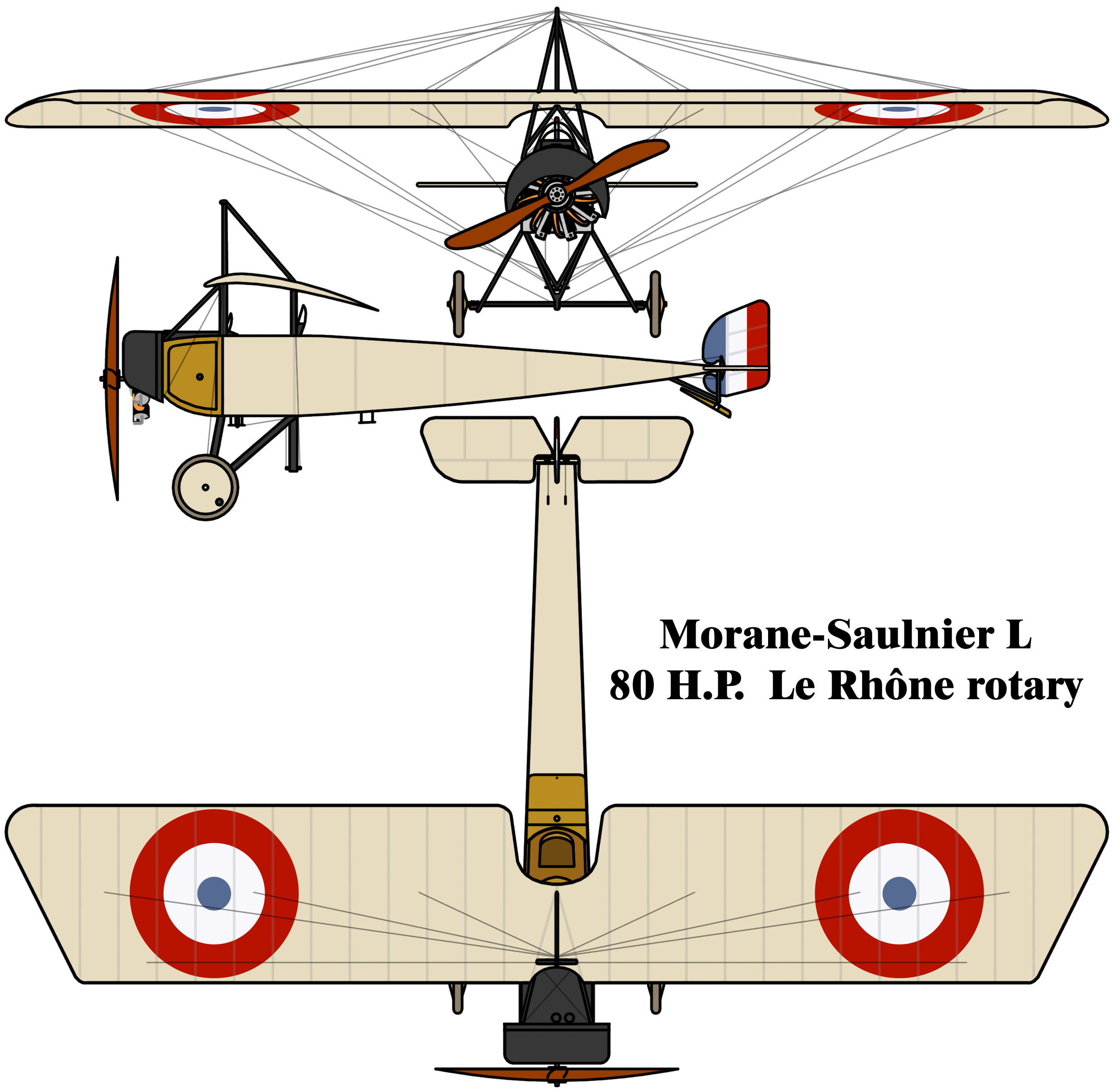
Morane-Saulnier L

モラーヌ・ソルニエ L（Morane-Saulnier L）は、第一次世界大戦当時のフランスのパラソル翼飛行機。本機はプロペラ回転面を通して銃弾を射撃できるように中心線に固定銃を装備されたことで、戦闘機の思想を生んだ。
単座または複座であり、機関銃1挺を前方に向けて装備した。この装備方法には、銃の前方に位置するプロペラに楔型の装甲を施して防護することで、プロペラ回転面を通して銃弾を発射できるという特色があった。

## 歴史
初号機（G-19）は1913年8月に初飛行し、同年末に「MS.3」の名でフランス空軍に制式採用された。
第一次世界大戦の勃発にともない、フランス空軍は多数のモラーヌ・ソルニエ Lの生産を命じた。Ｌの生産機数は全体でおよそ600機にのぼり、フランス空軍の他にイギリス陸軍航空隊、同海軍航空隊、ロシア帝国軍航空隊でも使用された。
フランス空軍では、当初は複座の偵察機として運用されていた。
1914年12月、フランス空軍の第23飛行隊に所属していた有名なフランスの飛行士ローラン・ギャロスは、レイモンド・ソルニエと協力して、機関銃を彼のモラーヌ・ソルニエ Lに取り付けることを提案した。ソルニエは断続ギアによる機械式同調の試験を行ったが、結局プロペラブレードを装甲するという単純な解決方法に戻った。ギャロスの整備士はこれを改良して、プロペラブレードの弾道に当たる部分に弾丸をはじくくさびを装着するようにした。ギャロスはこのLを駆って1915年3月に戦闘に参加し、4月には3機のドイツ機を撃墜するという、当時としては特筆すべき戦果を記録した。1915年4月18日、ギャロスはドイツの前線の後方に不時着し、機体を燃やす前に捕虜になった。これによりドイツも同様の戦闘機の開発に着手し、5月の終わりにはフォッカー アインデッカーとして実現した。フォッカー アインデッカーは機銃・プロペラ同調システムを備えて量産された。
1915年7月1日、ドイツのクルト・ヴィントゲンス中尉のフォッカー M.5K/MG（フォッカー単葉機の試作型、機番号E.5/15）がリュネヴィル上空の初めての真の戦闘機戦闘で勝利を挙げたとき、その獲物の1機は皮肉にも複座型のモラーヌ・ソルニエL（M.S.48飛行隊）であった。ヴィントゲンス機はフォッカー「Zentralsteuerung」機関銃同調システムのごく初期の試作品を装備していた。
1915年におよそ50機のモラーヌ・ソルニエ Lが、イギリスの陸軍航空隊に供給されて偵察任務に使用された。またイギリス海軍航空隊でも25機を使用した。1915年6月7日、海軍航空隊第1飛行隊のレジナルド・アレクザンダー・ジョン・ウォーンフォード飛行中尉の操縦する機体がツェッペリンLZ37を迎撃して撃墜した。これは空中でツェッペリンを破壊した初めてのケースであり、ウォーンフォードはこれによりヴィクトリア十字勲章を受けた。

## 運用国
- フランス
- イギリス - 陸軍航空隊（1、3、30飛行隊）、海軍航空隊
- ウクライナ - 3機
- オランダ - 1機
- スイス - 1機
- スウェーデン
- チェコスロバキア - 1機
- フィンランド - 2機
- ペルー
- ベルギー
- ポーランド
- ルーマニア王国
- ロシア帝国
- 日本 - 飛行不能な滑走練習機型であるMS12Rを、陸軍がフランス航空教育団の教育時に3機輸入。また、一型滑走機として少数を改良国産化した[5]。

## 諸元
諸元
- 乗員: 1または2名[2]
- 全長: 6.88 m[2]
- 全高: 3.93 m[2]
- 翼幅: 11.20 m[2]
- 運用時重量: 655 kg
- 動力: ル・ローヌ9C ロータリー式9気筒レシプロエンジン、60 kW （80 hp）   × 1基

性能
- 最大速度: 115 km/h[2]
- 航続距離: 2時間30分[2]
- 実用上昇限度: 4,000 m

武装
- 固定武装: 7.9 mm ホッチキス機銃 1 挺